# Sonja Hönscheid

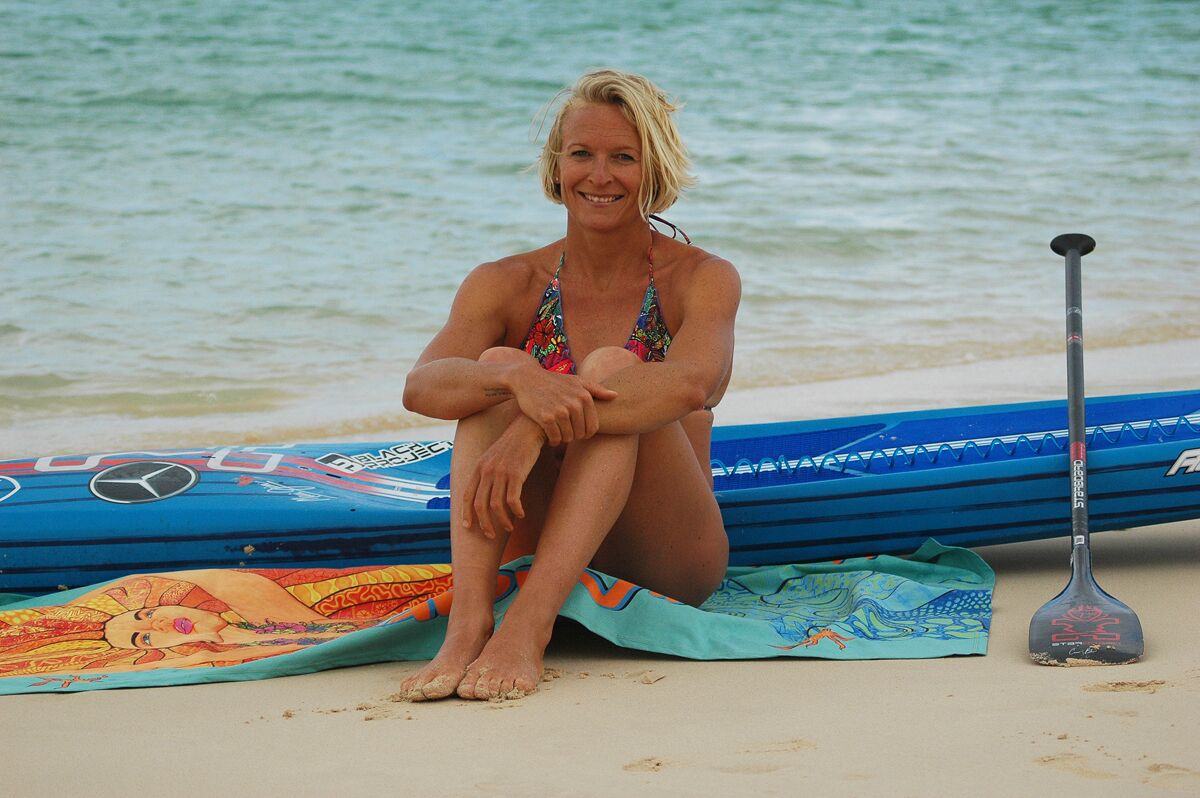
Sonni Hönscheid (2018)

Sonja „Sonni“ Hönscheid (* 27. Mai 1981 auf Sylt) ist eine deutsche Profisurferin. Sie ist 3-fache Weltmeisterin im Stand Up Paddling und 12-fache Deutsche Meisterin im Wellenreiten.

## Leben
Sonni Hönscheid ist die Tochter des deutschen Windsurfers Jürgen Hönscheid. Sie hat zwei Schwestern, die als Surferinnen ebenfalls herausragende sportliche Erfolge erzielen. Ihre jüngere Schwester Janni Hönscheid wurde im Jahre 2013 Deutsche Meisterin im Wellenreiten und war damit Hönscheids größte Konkurrentin um den Titel.
Aufgewachsen ist Sonni Hönscheid an den Stränden von Sylt, Fuerteventura und Hawaii. Sie reiste mit ihrer Familie bereits als Kind zu den Trainings- und Wettkampf-Austragungsorten ihres Vaters. Als sie fünf Jahre alt war, zog sie mit ihrer Familie von Sylt nach Fuerteventura, wo sie das Windsurfen und das Wellenreiten lernte. 1998 baute ihr Vater dort den „Northshore Surfshop“ auf, der seitdem als Familienbetrieb besteht. Hönscheid pendelt zwischen Sylt und Fuerteventura.
Während ihrer World-Cup-Vorbereitungszeit auf der Insel Maui, Hawaii fand sie zur Malerei. Ihre künstlerische Arbeit spiegelt ihre Reiseerfahrungen von exotischen Orten und unterschiedlichen Kulturen wider, die sie während ihrer Surferkarriere kennenlernte. In Kampen auf Sylt werden ihre farbenfrohen, Pop-Art-inspirierten Werke unter dem Titel „Peace Love Sylt“ der Öffentlichkeit präsentiert. So konnte Hönscheid auch als Designerin Fuß fassen. Sie arbeitete unter anderem für die Sportartikelhersteller Chiemsee, Starboard und Jucker Hawaii sowie für den Getränkehersteller Caprisonne. Hönscheid ist außerdem Markenbotschafterin von Mercedes-Benz.

## Karriere

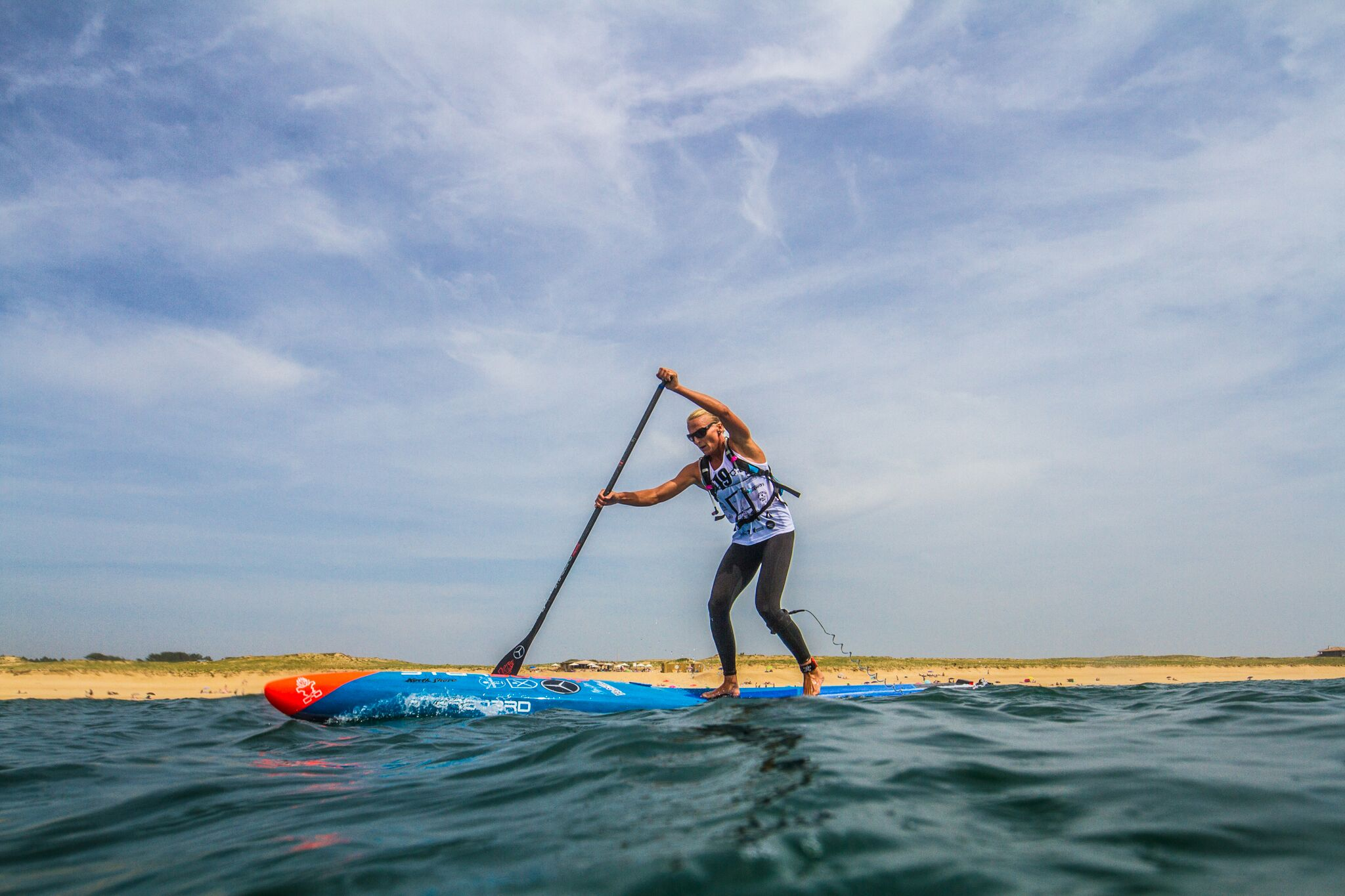
Sonni Hönscheid (2018)

Etwa im Jahre 2004, noch während Hönscheids erfolgreicher Karriere als Deutsche Meisterin im Wellenreiten, begann sie mit dem Stand Up Paddling (SUP) auf Fuerteventura. Im Jahre 2009 gewann Sonni Hönscheid mit 28 Jahren erstmals ein World-Cup-Rennen im SUP. Sie ist amtierende Weltmeisterin der Paddle League World Tour 2018.

## Erfolge
| World-Cup-Erfolge |                             |                |             |
| Jahr              | Wettbewerb                  | Austragungsort | Land        |
| 2009              | JEVER SUP World Cup         | Hamburg        | Deutschland |
| 2016              | Mercedes-Benz SUP World Cup | Scharbeutz     | Deutschland |

Hönscheid gewann drei Jahre in Folge das Langstreckenrennen der Paddleboard World Championships auf Hawaii. Die Strecke verläuft von der Insel Molokaʻi nach Oʻahu über insgesamt 32 Meilen (51,49 km) auf offener See und gehört daher zu den härtesten SUP-Rennen der Welt.
| World-Championships-Langstreckenerfolge |                                                |                |      |
| Jahr                                    | Wettbewerb                                     | Austragungsort | Land |
| 2014                                    | Molokai 2 Oahu Paddleboard World Championships | Hawaii         | USA  |
| 2015                                    | Molokai 2 Oahu Paddleboard World Championships | Hawaii         | USA  |
| 2016                                    | Molokai 2 Oahu Paddleboard World Championships | Hawaii         | USA  |